# 凝固的记忆
《凝固的记忆》是为纪念大连建市百年由大连市国土资源和房屋局、大连电视台联合摄制，并在中国中央电视台科学·教育频道（CCTV10）播出的，一部以拍摄大连市建筑历史为主题的纪录片。

## 概述
记录片围绕大连自有人居住起至2000年左右的7000余年历史及相关建筑而拍摄，共九集。在中国中央电视台科学·教育频道（CCTV10）播出时对内容进行了重新剪辑，分为四集进行播出，每集30-40分钟不等。

## 分集目录
```
第一集 流光碎影  
第二集 北洋重镇  
第三集 欧式城市  
第四集 要塞遗迹  
第五集 第一条街  
第六集 两个广场（上）  
第七集 两个广场（下）  
第八集 小洋楼  
第九集 大杂院  
```